# Mamplam (Simpang Tiga)
Mamplam is een bestuurslaag in het regentschap Pidie van de provincie Atjeh, Indonesië. Mamplam telt 650 inwoners (volkstelling 2010).